# Чернігівська спеціалізована школа № 2
Чернігівська гімназія № 2 ЧМР — найстаріший (з нині працюючих) шкільний навчальний заклад міста Чернігова.
Школа № 2 є найстарішою в місті Чернігові. Вона була заснована 15 жовтня 1865 року за ініціативою князя Голіцина, який був в той час губернатором Чернігова. В перший рік в школі було тільки 92 учениці, адже це була жіноча гімназія. Серед відомих викладачів школи — брати Коцюбинські, Любов Дельмас — відома співачка, вчений Дядиченко, композитор Черняк, поет Ігнатенко і багато інших.
Під час війни приміщення школи було зруйновано, але зайняття не припинялись ні на день. Після війни будівлю було відреставровано.
В 1983 році школа переїхала до нового сучасного приміщення, що розташувалось біля річки Стрижень.
15 серпня 2000 року вона отримала статус спеціалізованої школи з поглибленим вивченням іноземних мов. Зараз в школі працюють 78 вчителів і навчаються 850 учнів.
З травня 2010 року по квітень 2011 року школа була учасником пілотної програми шкільний міліціонер міської молодіжної громадської організації М'АРТ за участю Фонду сприяння демократії, Посольства США в Україні.
По результатам ЗНО з української мови в 2015 році зайняла 12 (серед 32) місце в місті і 1411 (серед 7264) місце в загальному рейтингу навчальних закладів України.

### Хронологія
- 1871 рік — училище отримало статус жіночої гімназії.
- 1919 рік — на базі гімназії створено трудову школу.
- 1922 рік — гімназії присвоєно ім'я В. Г. Короленка.
- 23 лютого 1924 року — школу В. Г. Короленка перейменовано в навчальний заклад ім. В. І. Леніна.
- 1 вересня 1983 року — школа перейшла у новозбудоване сучасне приміщення по вул. Савчука, 13.
- 17 травня 2000 року — школа № 2 отримала статус спеціалізованої загальноосвітньої школи І-ІІІ ступенів з поглибленим вивченням іноземних мов.
- 10 липня 2024 року спеціалізована загальноосвітня школа № 2 І-ІІІ ступенів з поглибленим вивченням іноземних мов була перепрофільована у Чернігівську гімназію № 2 ЧМР.

## Музей

### Історія
У 1965 році в школі № 2 м. Чернігова був відкритий музей ім. В. І. Леніна, оскільки школа носила його ім'я. Музей був створений як історичний, тому що школа, заснована в 1865 році, була і є найстарішою школою в місті Чернігові.
Багато експонатів музею відображали життя й діяльність перших гімназисток, які були активними і в революційній діяльності, і в громадсько-політичному житті.
Музей спрямовував свою роботу на виховання у молоді активної життєвої позиції, моральних якостей, вибору свого місця в житті, проводив велику копітку роботу по збору й примноженню матеріалів з історії школи, листувався з іншими музеями, підтримував зв'язки з випускниками школи.
Багато чого змінилося в житті школи та країни за 2,5 десятиріччя. Постійно переоформлювалась експозиція, поновлювались матеріали, все більше з'являлося експонатів з історії школи. Час, події навколишнього світу, накопичений досвід, основні завдання виховного процесу в школі сприяли постійному пошуку нових форм діяльності музею.
У 1989 році було прийняте рішення про відкриття «Музею історії школи» у зв'язку з тим, що в 1990 році виповнилося 125 років з дня заснування жіночої гімназії, правонаступницею якої стала школа № 2.
Музей розмістився в новому приміщенні, з нього були вилучені експонати, пов'язані з ідеологією, експозиція була оформлена в сучасному стилі. Рада музею почала активний пошук матеріалів, пов'язаних з оновленням експозиції.
Пройшло ще 17 років. Було прийняте рішення "Про реекспозицію шкільного музею «Музей історії школи». Музей отримав нове приміщення, в якому зроблено якісний європейський ремонт.
Експонати музею були зведені в єдину експозицію, що дало можливість представити багатий матеріал про славну 145-річну історію школи, тісно пов'язане з історією міста, області та країни. Віднині музей продовжує працювати як музей історії найстарішої школи міста.

### Фонди музею
Фонди музею — 1150 експонатів, основний фонд — 896 експонатів. В музеї є документи 1923, 1924, 1927 років, старовинні фотографії, вітальні листівки та програми шкільних вечорів 1945–1955 років, що виготовлені учнями; спогади про школу, особисті речі видатних випускників, листування з іншими школами та музеями, численні нагороди — кубки, грамоти, дипломи, подяки, футбольні м'ячі з автографами випускниць школи — членів збірної команди України з жіночого футболу, подарунки від друзів з Польщі, США, старовинні книги, підручники, зошити, щоденники випускників 1948–1968 років, шкільне приладдя, технічні засоби навчання.

### Експозиція музею
Матеріали представлені в 9 розділах музею:
- Чернігівська жіноча гімназія;
- Хроніка шкільного життя (1920–1930 р., 1940 р., 1950–1970 р., 1980 р.);
- «Чудові шкільні роки» (організації дітей);
- «У нас друзі на всій планеті» (зарубіжні зв'язки);
- «Per aspera ad astra» (медалісти школи);
- "Citius! Altius! Fortius!" (спортивна гордість школи);
- «Вони захищали майбутнє» (ветерани війни-колишні учні, вчителі та працівники школи);
- «Учитель — це покликання душі» (вчителі школи);
- Випускники школи.

Оформлення музею здійснено професійною фірмою «Українська кухня реклами» (керівник — випускник школи Сєльський О. О.).

### Напрямки роботи ради музею
- пошукова секція (дослідження невідомих сторінок історії школи, збір матеріалів);
- секція екскурсоводів (інформаційна робота, проведення екскурсій, випуск газети «Vita Nostra», органа музею історії школи, популяризація матеріалів музею);
- секція організаційно-масової роботи (участь в організації й проведенні масових форм роботи, виставок, оформлення альбомів, залучення батьків і громадськості до роботи музею);
- секція волонтерів (проведення благодійних акцій, допомога ветеранам війни, колишнім працівникам школи);
- секція дитячих та юнацьких організацій (формування ведучих інтегрованих якостей особистості, культури, спілкування, виховання лідерів);
- секція інтернаціональної роботи (інформування й виховання учнів у дусі спільних європейських цінностей, налагодження дружніх стосунків з молоддю світу).

### У музеї з ініціативи ради музею проводяться
- виставки літератури до знаменних дат;
- виставки творчих робіт учнів: «Мої пропозиції щодо герба школи», «Чернігів — найкраще місто», «Моя рідна школа», «Моя Батьківщина», «Чернігівська осінь», «Випускники школи — гордість України», «Спорт у житті нашої школи»;
- засідання ради музею;
- прийом учнів 2-х класів в дитячу організацію «Барвінки»;
- прийом учнів 4-х класів до шкільної піонерської організації «Веселка»;
- проведення уроків з англійської та німецької мов, історії;
- зустрічі з ветеранами війни;
- зустрічі з ветеранами піонерського руху;
- літературний конкурс «Згадаймо тих, кого нема. Шануймо тих, хто поряд з нами!»;
- шкільний конкурс «Перша проба пера»;
- в рамках Тижня європейської демократії пройшла зустріч з депутатом міської ради директором школи Касаткіною Тамарою Іванівною.

У практиці позаурочної роботи школи використовуються традиційні та нетрадиційні форми. Наша школа має багату історію, тому вже сформувалися певні традиції шкільного життя. У шкільному музеї проходять:
- посвята в учні школи;
- 1 вересня екскурсії для батьків першокласників;
- прощання випускників 11-х класів зі школою в стінах музею школи;
- атестації педагогічних працівників школи;
- цикл бесід «Музеї світу».

Велика увага приділяється національному вихованню учнів, що забезпечує розвиток дитини в її природному середовищі, атмосфері культури свого народу. Реалізації принципу національного виховання сприяють мандрівки історичними місцями рідного краю, містами України. Учні школи здійснили поїздки до Києва, Канева, Новгорода-Сіверського. Звіти про побачене знаходяться в шкільному музеї. Музей школи активно співпрацює з Чернігівським історичним музеєм ім. В. В. Тарновського.
Реалізація напрямків громадянського виховання, виховання здатності до співпереживання, душевного відгуку є найдієвішим механізмом засвоєння моральних норм. Саме тому в школі діє волонтерська група, яку очолює член ради музею Малиш Станіслав. Були проведені акції: «Допоможемо Менському зоопарку», «Ветеран живе поруч», «Від серця до серця», трудові десанти з благоустрою шкільного подвір'я та річки Стрижень, допомога хворим психоневрологічної лікарні (подарунки до Нового року), концерт та подарунки для мешканців будинку для людей похилого віку.
Міжнародна дружба — це не лише поїздки та відпочинок, а й шанс отримати нові знання та обмінятись досвідом.
Є у нас друзі в Польщі, США, Німеччині.
Справжнім другом нашої школи є американський бізнесмен Дейл Діксон. Він щороку приїздить до нас на випускний вечір. За його ініціативи у школі з'явилась ще одна добра традиція — цього святкового дня відзначати учнів, які найкраще засвоїли ту чи іншу дисципліну. Так. кожен рік з рук Дейла Діксона та його дружини Сандри 14 випускників отримують гранти на суму 100 доларів кожний та пам'ятний знак фонду Сандри Діксон.
Беручи участь у проекті «Польща — Україна: спільно дійдемо до мети», допомогли школі встановити дружні стосунки з колективом школи № 10
м. Тарнобжега. Двічі учні та вчителі нашої школи були в гостях у польських друзів, наша школа приймала гостей з Польщі в Чернігові.
Доброю традицією стало проведення щорічного шкільного свята «Перлина» (започатковане в 2000 році), на якому ми вітаємо й нагороджуємо переможців олімпіад, конкурсів, змагань та вчителів, які підготували цих учнів. Під час свята діти отримують дипломи, медалі та грошові винагороди. Списки й фотографії нагороджених знаходяться в шкільному музеї. 
Одним із напрямків роботи шкільного музею є співпраця з дитячими та юнацькою організаціями школи.

### Пошукова робота
Завдяки пошуковій роботі знайдені нові матеріали про таких випускників нашої школи: Михайла Ігнатенка — поета, Черноус Галину Сидорівну — комсорга школи 1947 року, яка поділилась спогадами про шкільних друзів.
Складені списки:
- директорів школи всіх років — 16 чоловік;
- заступників директора −22;
- вчителів школи — 205;
- медалістів, починаючи з 1937 року;
- піонервожатих — 35.

У музеї є фотографії випусків 1936, 1941 років та останніх 50-ти років.
Раритетним експонатом музею є копія телеграми Сталіна «Молоді і комсомольцям Чернігівської середньої школи № 2 імені Леніна», яка датована 24 січня 1944 року. У ній — подяка за зібрані учнями і вчителями школи 12 тисяч рублів на будівництво літака «Чернігівський комсомолець»
Цікавість у відвідувачів викликає виставка піонерської та комсомольської атрибутики. Тут і значки, і квитки, і піонерські краватки, і барабан, і сурма.
В музеї зібране шкільне приладдя минулого: глобус, чорнильниця з перами, пенал, ручки, олівці, рахівниця, готовальня, логарифмічні лінійки, обкладинки для зошитів, зошити, трафарети, проектор для діафільмів, слайди, діаскоп, старовинні пластинки, касети, друкарська машинка, програвач. Учні з цікавістю роздивляються, порівнюють, навіть не всі речі впізнають.
Зібрані, систематизовані матеріали про освіту в Чернігові середини 19 століття, заснування жіночої гімназії та перших гімназисток (завдання ради музею виконували учні 8-А класу, класний керівник Шолох Л. П.).
Ведеться пошук детальної інформації про зв'язок родини видатного українського письменника М. М. Коцюбинського з гімназією, оскільки його дружина Віра Устимівна Дейша не тільки навчалася в гімназії, а й працювала тут класною дамою, а також тут навчались його доньки — Оксана Михайлівна та Ірина Михайлівна (пошук ведуть учні 7-А класу, класний керівник Трофименко О. Ф.).
Продовжується робота з пошуку учнів та вчителів, які загинули в роки війни. Зараз вже встановлено 26 прізвищ загиблих.
Встановлений список членів комітету комсомолу школи 1943–1944 років.
Виховний компонент музею школи не може бути вичерпаним, адже експозиція оновлюється, поповнюється. Музей школи живе в ногу з життям, відчуває ритм часу, відгукується на все нове, намагається зберігати актуальність, творчий підхід до справи.